# بني خلوق
بني خلوق بلدة مغربية ومركز جماعة بني خلوق القروية في إقليم سطات في جهة الدار البيضاء سطات. بلغ مجموع عدد سكان الجماعة 12،722 نسمة (إحصاء 2004). يرأس المجلس الجماعي عبد الرزاق الناجح.